# Psilonia arundinis
Psilonia arundinis är en svampart som beskrevs av Sacc. 1881. Psilonia arundinis ingår i släktet Psilonia och familjen Nectriaceae.   Inga underarter finns listade i Catalogue of Life.